# Bettina Franzke
Bettina Franzke (* 1969 in Berlin) ist eine deutsche Psychologin und Autorin. Sie ist seit 2014 Professorin für Interkulturelle Kompetenzen und Diversity-Management an der Hochschule für Polizei und öffentliche Verwaltung Nordrhein-Westfalen. Franzke hat mehrere Bücher zu den Themen Interkulturelle Kompetenzen und Chancengleichheit im Beruf veröffentlicht.

## Leben
Franzke studierte von 1988 bis 1993 Psychologie an der Ruprecht-Karls-Universität Heidelberg, wo sie 1993 ein Diplom in Psychologie erwarb. In den Folgejahren arbeitete sie als freiberufliche Trainerin und Beraterin für unterschiedliche Bildungseinrichtungen. 1999 promovierte sie bei Micha Brumlik und Gabriele Gloger-Tippelt. Ab März 2000 war sie in der Personal- und Organisationsentwicklung eines in Deutschland ansässigen amerikanischen Technikunternehmens tätig, bevor sie im August 2001 als Senior Consultant an das Institut für Unternehmensberatung und Training (ift) in Köln wechselte. 2008 wurde Franzke auf eine Professur für Sozialpsychologie und Beratung an der Hochschule der Bundesagentur für Arbeit berufen. Seit 2014 ist sie Professorin für Interkulturelle Kompetenzen und Diversity-Management an der Hochschule für Polizei und öffentliche Verwaltung Nordrhein-Westfalen. Franzke verfügt über eine Weiterbildung in interkultureller Kommunikation und ist zertifizierte interkulturelle Trainerin.
Franzkes Arbeits- und Forschungsschwerpunkte sind Chancengleichheit im Beruf, Frauen in Führungspositionen, Förderung von Diversitätskompetenz und interkulturelles Lernen. Darüber hinaus hat sie Genderseminare für unterschiedliche Zielgruppen und Arbeitsbereiche konzipiert und umgesetzt, beispielsweise für Fach- und Führungskräfte in Jobcentern und anderen Institutionen am Arbeitsmarkt.

## Veröffentlichungen

### Interkulturelles
- Interkulturelles Personalmanagement in Kommunen: Ziele – Handlungsfelder – Perspektiven. In: F. Bätge, K. Effing, K. Möltgen-Sicking & T. Winter (Hrsg.): Integration in Kommunen. Bedeutung, aktuelle Entwicklungen und Perspektiven aus Theorie und Praxis (S. 191–214). Wiesbaden: Springer VS. 2023. ISBN 978-3-658-40964-7.
- Geflüchtete in Ausbildung und Arbeit integrieren. Eine Handreichung für Integrationsfachkräfte. Wiesbaden: Springer. 2020. ISBN 978-3-658-28800-6.
- Interkulturelle Kompetenz und verantwortungsvolles Handeln in der Flüchtlingshilfe. Ein Praxisbuch für ehrenamtlich Engagierte. Mannheim: Wellhöfer Verlag. 2017. ISBN 978-3-95428-236-4.
- Interkulturelle Kompetenz Deutschland–Russland: 20 Critical Incidents mit Lösungsmustern. Bielefeld: wbv. 2017 (Mitautorin: Henfling, Romy). ISBN 978-3-7639-5848-1.
- Interkulturelles Training in einer Einwanderungsgesellschaft. 55 Critical Incidents für die Arbeitsfelder Jobcenter, Kommunalverwaltung, Kunst und Polizei. Bielefeld: wbv. 2016 (Mitautorin: Shvaikovska, Vitalia). ISBN 978-3-7639-5663-0.

### Chancengleichheit
- Frauen in Führungspositionen der öffentlichen Verwaltung: Chancen, Hürden und Handlungsoptionen. Forschungsbericht. 2023.[3]
- Female Leadership. Strategien für aufstiegsorientierte Frauen und eine geschlechtergerechte Führungskräfteentwicklung in der öffentlichen Verwaltung. Handreichung. 2023.[4]
- Genderaspekte in der beschäftigungsorientierten Beratung. Neue Entwicklungen im SGB II und SGB III. Bielefeld: wbv. 2014. ISBN 978-3-7639-5344-8.
- Vermittlung von Berufsbildern – Wirkung und Relevanz von Rollenmustern und Geschlechterstereotypen bei der Beratung junger Menschen. Konzeption eines Gendertrainings. Mannheim: HdBA-Bericht. 2010.[5]

## Mitgliedschaften
Franzke ist assoziiertes Mitglied im Netzwerk Frauen- und Geschlechterforschung NRW. Seit 2014 ist sie zudem im Forum der Initiative Klischeefrei.